# Luis Torres (piłkarz)
Luis Alonso „Baca” Torres Vargas (ur. 3 lutego 1993 w Belize City) – belizeński piłkarz występujący na pozycji pomocnika, obecnie zawodnik Placencia Assassins.

## Kariera klubowa
Torres rozpoczynał swoją karierę piłkarską w zespole Placencia Assassins FC. Już w swoim premierowym sezonie, 2011, triumfował z nim w rozgrywkach Super League of Belize, niezrzeszonych w Belizeńskim Związku Piłki Nożnej. Podczas sezonu 2012 zdobył natomiast pierwszy tytuł mistrza Belize, pełniąc rolę kluczowego zawodnika drużyny.

## Kariera reprezentacyjna
W 2010 roku Torres został powołany do reprezentacji Belize U-20 na kwalifikacje do Młodzieżowych Mistrzostw Ameryki Północnej, podczas których w pierwszym składzie rozegrał dwa spotkania, nie wpisując się na listę strzelców. Jego drużyna narodowa nie zdołała awansować do finałów turnieju, notując w eliminacjach komplet porażek. W 2013 roku znalazł się w składzie reprezentacji Belize U-23 na Igrzyska Ameryki Środkowej w San José, gdzie również pełnił rolę kluczowego gracza swojej kadry, występując we wszystkich meczach od pierwszej do ostatniej minuty. Zdobył również gola w wygranym 2:1 pojedynku fazy grupowej z Nikaraguą, lecz Belizeńczycy odpadli ostatecznie już w fazie grupowej.
W seniorskiej reprezentacji Belize Torres zadebiutował za kadencji amerykańskiego selekcjonera Iana Morka, 11 czerwca 2013 w zremisowanym 0:0 meczu towarzyskim z Gwatemalą. W tym samym roku został powołany na Złoty Puchar CONCACAF, gdzie pozostawał rezerwowym swojej kadry i rozegrał w niej tylko jedno spotkanie, zaś Belizeńczycy, debiutujący wówczas w tych rozgrywkach, po komplecie trzech porażek odpadli z turnieju już w fazie grupowej.